# راکی ماونتن هاوس
راکی ماونتن هاوس (به انگلیسی: Rocky Mountain House) یک منطقهٔ مسکونی در کانادا است که در آلبرتا واقع شده‌است. راکی ماونتن هاوس ۶٬۶۳۵ نفر جمعیت دارد و ۹۸۵ متر بالاتر از سطح دریا واقع شده‌است.